# Re-Animator
Re-Animator és una pel·lícula de terror de 1985 dirigida per Stuart Gordon i basada en el relat de Howard Phillips Lovecraft Herbert West-Reanimator. Protagonitzada per Jeffrey Combs en el paper del Dr. Herbert West, un estudiant de medicina transferit d'Europa a la Facultat de Medicina de la Universitat de Miskatonic per a continuar desenvolupant el seu sèrum de reanimació corporal. Els assajos no surten com esperava i comporten una sèrie de fatídiques conseqüències per a ell i la vida personal del seu company de pis, Dan Cain. La pel·lícula es considera de culte entre els aficionats del cinema gore, combinant el terror amb la comèdia, i es tracta de la primera de la trilogia Re-Animator, després va seguir Bride of Re-Animator, el 1990, i Beyond Re-Animator, el 2003.

## Argument
La trama del film es basa vagament en el relat Herbert West-Reanimator de l'escriptor estatunidenc H. P. Lovecraft, caracteritzat per les seves descripcions desassossegades dels horrors del més enllà, en aquesta ocasió, a conseqüència de la ciència fora de control.
Herbert West (Jeffrey Combs) és un excèntric estudiant de medicina expulsat d'una universitat suïssa a causa dels seus qüestionables experiments. És així com és traslladat a la Universitat de Miskatonic, a Arkham, Massachusetts, on re-emprèn els seus experiments, amb ajuda del seu company de pis Dan Cain (Bruce Abbott).
Els experiments consisteixen en l'elaboració d'un sèrum capaç de reviure el teixit humà mort, a partir del fet que l'animació consisteix en dos processos: el físic i el químic. Amb ajuda del sèrum, compleix la part física, deixant als éssers animats com una espècie de morts vivents.
Megan (Barbara Crampton), la parella de Cain, percep com de sinistre pot ser West, provocant un conflicte entre els tres. Dan Cain decideix parlar amb el rector de la facultat de medicina (el pare de Megan), esperant el seu suport per a continuar amb els experiments. En canvi, aquest no ho veu amb bons ulls i el pressiona perquè no continuï, amenaçant-lo amb expulsar-los de la universitat.
No obstant això, West està massa a prop de reeixir en les seves investigacions, per la qual cosa fa xantatge a Cain (qui, pel seu estatus a la universitat, té accés al dipòsit de cadàvers) per a continuar els seus treballs de reanimació.

## Repartiment
- Jeffrey Combs com Dr. Herbert West
- Bruce Abbott com Dan Cain.
- Barbara Crampton com Megan Halsey
- David Gale com Dr. Carl Hill
- Robert Sampson com Dean Alan Halsey
- Al Berry com Dr. Hans

## Producció
La idea de realitzar Re-Animator va sorgir d'una conversa que Stuart Gordon va mantenir amb uns amics una nit després de veure pel·lícules de vampirs. Gordon pensava que havia vist massa pel·lícules sobre Drácula i que no suportaria veure'n una de Frankenstein. Algú va preguntar-li si havia llegit Herbert West-Reanimator de H. P. Lovecraft. Gordon havia llegit gairebé tota l'obra del narrador, però aquest llibre en particular estava esgotat, per la qual cosa s'adreçà de seguida a la Biblioteca Pública de Chicago a llegir-ne una còpia.
En un primer moment, Gordon pretengué realitzar-ne una adaptació teatral, però els escriptors Dennis Paoli i William Norris el van convèncer per a fer un episodi pilot de 30 minuts per a la televisió. La història es volia ambientar al començament del segle xx, però van pensar que resultaria massa car de recrear, raó per la qual van decidir ambientar-la al Chicago contemporani amb la intenció d'emprar actors de la Companyia de Teatre Orgànic. També van considerar que el format de mitja hora no era l'apropiat i van decidir incrementar-lo a una hora de durada, completant un total de 13 episodis.
L'especialista en efectes especials Bob Greenberg, que havia treballat amb John Carpenter a la pel·lícula Dark Star, li va comentar a Gordon que l'únic mercat per al terror estava al cinema, per la qual cosa li va presentar el productor Brian Yuzna. Gordon li va mostrar a Yuzna el guió de l'episodi pilot i dels altres dotze, i Yuzna va convèncer-lo per a fer-ne un llargmetratge a Hollywood a causa de la quantitat d'efectes especials que s'utilitzaven en la història. Yuzna va fer l'acord de distribució del film amb la companyia de Charles Band anomenada Empire Pictures com a retorn d'uns serveis de postproducció que Yuzna havia realitzat.